# 야와타하마시
야와타하마시(일본어: 八幡浜市)는 일본 에히메현 남서부에 있는 시이다. 시코쿠에서 가장 큰 규모를 자랑하는 어시장이 있다. 예전에는 니시우와군에 속했고 운슈 귤의 산지로도 알려져 있다. 2005년 3월 28일에 니시우와군 호나이정과 합병해 새로운 야와타하마시가 되었다.

## 지리
사다미사키반도의 밑에 위치하고 천연의 양항으로 예로부터 번창해 왔다. 평지가 지극히 부족하고 경사지는 감귤류의 재배지로 이용되고 있다. 동쪽으로 이웃한 오즈시와는 국도 197호선 요루히루 터널로 연결되어 있다.

## 인접하는 자치체
- 세이요시
- 오즈시
- 니시우와군 이카타정

## 역사
메이지 시대에는 시코쿠의 맨체스터라고 불렸을 정도로 산업이 흥해 시코쿠에서 가장 빨리 전등이 들어왔고 에히메현 최초의 은행이 개업한 곳이다. 당시에는 구리 광산도 있었다.
- 1889년 12월 15일 - 정촌제 시행과 함께 니시우와군에 야와타하마정, 가미야마촌, 센조촌, 히타다촌, 야노자키촌이 성립하였다.
- 1928년 7월 1일 - 가미야마촌이 정으로 승격해 가미야마정이 되었다.
- 1930년 1월 1일 - 야와타하마정과 야노자키촌이 합병해 야와타하마정이 되었다.
- 1935년 2월 11일 - 니시우와군 야와타하마정, 센조촌, 히타다촌, 가미야마정이 합병해 시로 승격하였다.
- 1955년 2월 1일 - 니시우와군 후타이와촌의 일부 및 히즈치촌, 마나촌, 가와카미촌을 편입하였다.
- 1955년 3월 31일 - 니시우와군 이소쓰촌, 미야우치촌, 가와노이시정, 기스키촌이 합병해 호나이정이 성립하였다.
- 2005년 3월 28일 - 야와타하마시, 호나이정이 합병해 새로운 야와타하마시가 성립하였다.

## 경제

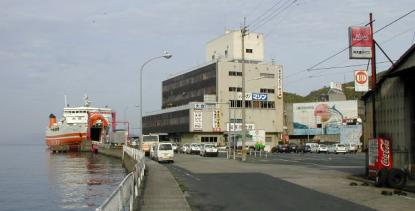
야와타하마항

귤과 짬뽕, 물고기와 어묵 생산으로 알려져 있다.

## 교통

### 철도
- 시코쿠 여객철도 요산선

### 도로
- 오즈・야와타하마 자동차도
- 국도 197호선
- 국도 378호선

## 인구
| 연도 | 인구   | ±%     |
| ---- | ------ | ------ |
| 1950 | 72,412 | —      |
| 1960 | 67,173 | −7.2%  |
| 1970 | 58,545 | −12.8% |
| 1980 | 55,757 | −4.8%  |
| 1990 | 50,217 | −9.9%  |
| 2000 | 44,206 | −12.0% |
| 2010 | 38,287 | −13.4% |